# Patti Smith
Patti Smith (født 30. december 1946) er en amerikansk poet, sangskriver, sanger, guitarist og billedkunstner, der i 1971 debuterede med digtsamlingen Seventh Heaven. Et gennembrud i rockregi kom i 1975 med debutalbummet Horses. Med sin person og sit virke blev hun en brobygger mellem en række forskellige kunstmiljøer og tidens dynamiske nyrock-scene i New York City. Hun blev desuden et forbillede for en række kvinder i både USA og Europa, der med sen-1970'ernes punk og nyrock fik mod på at udtrykke sig i tekst og musik.
Patti Smith har aldrig opnået stor kommerciel succes; hun har således gennem mere end 30 år kun haft tre top-tyve singler i USA.
Til gengæld har hun opnået stor kunstnerisk anerkendelse.  Tidskriftet Rolling Stone har således placeret hende som nummer 47 på en liste over de 100 mest betydende kunstnere i rockmusik, den 12. marts 2007 blev hun optaget i den amerikanske Rock and Roll Hall of Fame, og i 2011 modtog hun den prestigefyldte Polar Music Prize.

## Diskografi
Studiealbum
- Horses (1975)
- Radio Ethiopia (1976)
- Easter (1978)
- Wave (1979)
- Dream of Life (1988)
- Gone Again (1996)
- Peace and Noise (1997)
- Gung Ho (2000)
- Trampin' (2004)
- Twelve (2007)
- Banga (2012)

Livealbum og -ep'er
- Hey Joe / Radio Ethiopia (1977)
- Set Free (1978)
- Live aux Vieilles Charrues (2004)
- Horses/Horses (2005)

Opsamlingsalbum
- The Patti Smith Masters (1996)
- Land (1975-2002) (2002)